# آلمانی میانه
آلمانی میانه (آلمانی: mitteldeutsche Dialekte, mitteldeutsche Mundarten, Mitteldeutsch) گروهی از گویش‌های آلمانی بالا است که از راینلاند در غرب تا مناطق پیشین.
آلمانی میانه در شهرهای مهم و تأثیرگذاری همچون پایتخت، برلین، پایتخت پیشین آلمان غربی، بن، کلن، دوسلدورف و مرکز اقتصادی اصلی آلمان یعنی فرانکفورت رایج است. زبان لوکزامبورگی از این خانواده زبان رسمی لوکزامبورگ به‌شمار می‌رود.